# 骨塩

骨塩の走査型電子顕微鏡画像

骨塩(Bone mineral)は、骨組織の無機成分である。骨に圧縮強度を与える。主に炭酸飽和した結晶性の低い水酸燐灰石からなる。
骨塩は、骨のコラーゲン繊維の間に分布する球状及び板状構造で形成され、さらに大きな構造を作っている。骨塩とコラーゲン繊維は、骨租組織の細胞外マトリックスを構成している。骨塩は、生きた動物では動的であり、骨リモデリングの過程で、継続的に骨吸収、骨形成されている。実際に、骨はカルシウムの銀行や貯蔵庫のような役割を果たし、筋肉組織の代謝の変動に関わらず血清中のカルシウムイオンの濃度を一定の範囲に維持する恒常性に関わっている。パラトルモンとカルシトニンは、神経内分泌系がこの過程を制御する主要なホルモンであり、そのため、副甲状腺機能低下症や副甲状腺機能亢進症、また甲状腺機能低下症や甲状腺機能亢進症等、副甲状腺及び甲状腺の問題によって、低カルシウム血症や高カルシウム血症になるとともに、骨密度に問題が生じることがある。